# The Jimmy Timmy Power Hour
The Jimmy Timmy Power Hour (La hora poderosa de Jimmy y Timmy en Hispanoamérica y La hora de Jimmy y Timmy en España) es una película animada producida por  
DNA Productions, O Entertainment y Frederator Incorporated para Nickelodeon. Es el primer crossover entre las series animadas de Nickelodeon Jimmy Neutron y Los padrinos mágicos. En Estados Unidos se estrenó el 7 de mayo de 2004.

## Intro
La Intro (en los 3 crossovers) es la misma.
Inicia en el escenario de la escuela de Retroville en 3D, donde el público de ambas series observa. Alguien saca una grabadora mágica (en 2D) y la pone junto al micrófono, iniciando la canción tema de los Padrinos Mágicos. Acto seguido es destruida por un rayo de neutrones y luego reemplazada por unas bocinas enormes que cantan la canción tema de Las Aventuras de Jimmy Neutrón: El Niño Genio. Con un Poof son convertidas en una rana que salta y se va. Con magia aparece otra grabadora mágica a punto de acabar la canción de su serie, pero es aplastada por unas bocinas más potentes, que también va a acabar su canción, pero con otro Poof es convertido en un cerdo.
De repente Timmy Turner (en su propia animación 2D) quien sale de una cortina con una varita mágica, mientras del otro lado del escenario llega Jimmy Neutrón (también en su animación 3D) de una puerta con una pistola de neutrones. Ambos personajes, dispuestos a acabar con el otro y decidir quién es mejor, se lanzan un rayo al otro, dando al mismo punto. Timmy intenta escribir: Timmy Turner en un letrero, pero Neutrón interviene con los neutrones tratando de escribir Jimmy Neutrón, alterando el deseo de Timmy. La magia de Timmy y la ciencia de Jimmy se mezclan y terminan por crear el título llamado "La Hora Poderosa de Jimmy y Timmy", viéndose obligados a compartir el episodio, pero por accidente el letrero resultó sin sujetadores y los aplasta a ambos, mientras los padrinos mágicos de Turner, Cosmo y Wanda aparecen rompiendo la cuarta pared montados en el perro robótico de Neutrón, Goddard.

## Trama
El episodio inicia como uno de los Padrinos Mágicos, donde Timmy es vigilado por Crocker para saber sobre sus padrinos, ya que este organizó una feria de ciencias y sabiendo que Timmy no podría hacer un proyecto, usaría a sus padrinos para que le ayuden. Timmy logra engañar a Crocker con un "niño sufriendo". Al escapar, y estar harto de no tener un experimento para la feria de ciencias, así desea estar en el mejor laboratorio de Dimmsdale para poder hacer su trabajo de ciencias, ya que Las Reglas dicen que no lo pueden ayudar a ganar una competencia.
Cosmo y Wanda lo trasladan al laboratorio de A.J, pero Timmy no puede usarlo porque A.J. sabría que usó su tecnología, así que decide irse al mejor laboratorio del universo y es trasladado con una pluma teletransportadora que sirve para enviarlo de vuelta a su cuarto, mientras Cosmo y Wanda deciden ir de vacaciones a Hawái, dejando el episodio sin fondo.
De repente el episodio inicia como un episodio de Las Aventuras de Jimmy Neutrón: El Niño Genio con la clásica transición de un neutrón.
Accidentalmente, Timmy termina en el laboratorio de Jimmy. Jimmy carga a Goddard su programador de software para un ajuste, pero Timmy interviene usando uno de sus inventos, Jimmy se lo quita y por error confunde la pluma mágica con su pluma-mini láser, presionándola y terminando en el universo en 2D en Dimmsdale.
Timmy no le da importancia a la desaparición de Jimmy y ve a Goddard y cree que el software es un videojuego aburrido y lo cambia por uno suyo de guerra llamado Decimator y deja a Goddard con esa programación.
Carl y Sheen ven a Timmy y creen que por un error de laboratorio Jimmy se volvió promedio, excepto Cindy, quien se enamora de Timmy creyéndolo un genio.
Jimmy aparece en el cuarto de Timmy, percatándose de que ya no está en Retroville y todos en Dimmsdale lo confunden con Timmy y él cree que Cosmo y Wanda son simples hologramas; Jimmy vive un día como Timmy, viviendo su vida como un chico promedio con 6 o F de Crocker (lo que le quema) pero sin los deseos de Cosmo y Wanda. Cuando todos le hacen saber de la feria de ciencias, Jimmy presenta la pluma como una prueba, pero la presiona frente a Crocker, lo que levanta sus sospechas por descuido de Jimmy. Jimmy regresa al cuarto de Timmy, donde es alertado por su reloj de una falla en el ajuste de Goddard, por lo que tras varios intentos fallidos de teletransportarse a Retroville con la pluma (la cual estaba únicamente programada para teletransportar al cuarto de Timmy), al ver la consola de Gamebody, la fusiona con la "tecnología" (que en realidad es magia) de la pluma, expandiendo su poder para teletransportarse a cualquier lugar, pero en ese momento Crocker aparece y le quita la pluma a Jimmy, teletransportando a ambos y a Cosmo y Wanda a otro lugar.
Carl, Sheen y Libby ven al Decimator y llaman a Cindy y Timmy, pero este último es devorado por Decimator. Timmy atrapado, es contactado por Cindy con el mini-láser, quitándole sus esperanzas de irse y regresar para pedir ayuda de sus padrinos. Cindy conduce a Timmy en el interior de Goddard para desactivar el juego bajando la palanca de reinicio, pero al mini-láser se le agota la batería para quitar el seguro de la palanca, por lo que Timmy finalmente "piensa" y usa sus grandes dientes para quitar el seguro y reiniciar a Goddard. Al volver a la normalidad, Goddard muestra a Jimmy contactándose. Timmy le pregunta a Jimmy que está haciendo, y este dice que un lunático lo llevó a su juego de computadora, mostrándole con la cámara la peor de las pesadillas de Timmy: el Sr. Crocker llegó al Mundo Mágico.
Crocker usa la pluma para ir a la armería mágica y alistarse con armas mágicas potentes, también descubre que estas tienen su propia fuente de energía, y si la gran varita (proveedora de magia de los seres mágicos) es derribada, ellos pierden su poder. Timmy y Jimmy se regañan entre sí por los problemas que ambos causaron. Timmy idea un plan e intenta decírselo a Jimmy, pero este lo ignora colgándole. Crocker se apodera del Mundo Mágico renombrándolo Mundo Crocker, y convirtiendo a Jorgen Von Strangle en un perro Schnauzer, mientras Jimmy le quita la pluma con un electroimán creado con la corona de Cosmo atada al cobre y energía de la gran varita e intenta irse pero Cosmo le ruega que los ayude y presiona un botón de su reloj, contáctandose nuevamente con Timmy, quién le vuelve a pedir a Jimmy que salve a Cosmo y Wanda, insistiendo que ellos son reales, pero Crocker persigue a Cosmo y Jimmy, y Wanda los pone a salvo. Al notar su verdadero miedo, Jimmy ve a los seres mágicos como más que solo hologramas y si Crocker los desaparece será por siempre. A Jimmy se le prende una neurona y arma un robot (creado a partir de los proyectos de la feria de ciencias) con un señuelo de él para que Cosmo y Wanda lo distraigan mientras Jimmy repara la gran varita, pero obviamente, Croker vence a las máquinas de Jimmy y este rápidamente termina de arreglar la gran varita. Con la magia restaurada, Jimmy se encarga de Crocker usando la vara de Jorgen, con Jimmy afirmando que no sabe si cree en la magia o no, pero no en los programas de computadora. Con Crocker desarmado, Jorgen (aún siendo un Schnauzer) lo ataca con sus dientes hasta traumarlo tanto que olvida su llegada a Mundo Mágico. A continuación, Jimmy decide invertir la polaridad de la pluma para que ambos puedan volver a sus casas, pero Timmy se encarga con un deseo, abriendo un portal entre ambos universos. Timmy y Jimmy se dan la mano (en animaciones distintas aún) creando el siguiente diálogo:
Jimmy: Jimmy Neutrón, El Niño genio.
Timmy: Timmy Turner, emhh.... Niño.
Jimmy: Gracias por salvar a mi perro.
Timmy: Gracias por salvar mi, ahh....
Jimmy: ¿Videojuego de Hadas?
Ambos vuelven a su respectiva animación, se sueltan la mano y se alejan
Timmy: ¡Claro, videojuego de hadas! Lamentó haber sido un cretino.
Jimmy: No hay problema, nosotros los genios, debemos estar juntos
Timmy: Aquí entre nos, en realidad no soy tan listo.
Jimmy: Lo sé, eso me imagine cuando vi el 6.
Cindy interviene
Cindy: ¡Jamás te olvidare Timmy Turner! ¡Espera por mi, espera por mi!
Jimmy: Cindy, se que no estuve las últimas horas, pero... ¡Sal de mi laboratorio!
Timmy vuelve a su mundo con un Poof...
En Dimmsdale, las cosas salieron bien para el Mundo Mágico y Goddard, y esa noche se realiza la feria de ciencias, con la directora Waxelplax como jueza, luego de que Crocker perdiera la memoria en un extraño incidente con un Schnauzer, pero Timmy aún no tiene su proyecto de ciencias, hasta que desde Retroville, Jimmy abre un portal y manda a Goddard para que se presente como el proyecto de Timmy en agradecimiento por salvar a Retroville y a Goddard, haciendo que Timmy gane el primer premio de la feria y un 10 o A, pero Cindy lo molesta para que le deje hablar con Timmy, a lo que Jimmy la corre.
El episodio esta por terminar con el fondo del laboratorio de Jimmy, pero aparecen Cosmo y Wanda en su animación original, rompiendo la cuarta pared, alzando sus varitas y creando con un Poof un título de El Fin.

Otro resumen de la tramaEn la primaria de Dimmsdale, el señor Denzel Crocker asigna el tema de los proyectos para la Feria de Ciencias, será "los transportes". Todos, menos Timmy, tienen el suyo (incluyendo a AJ y sus clones). Crocker quiere que Timmy use a sus padrinos mágicos para ganar la Feria, lo que en verdad era un plan para que revelara que los tiene. Timmy se escapa distrayéndolo y decide ir al mejor laboratorio de la ciudad, pero resulta ser de AJ. TImmy se siente triste porque sabe que AJ se enterará que había usado sus experimentos. Entonces, desea ir al mejor laboratorio del universo, pero antes, Cosmo y Wanda le dan un teletransportador que lo llevará a su cuarto cuando apriete la estrellita. En el universo 3D se ve que Jimmy va a hacer un ajusta a Godard, su perro robot, sin embargo, Timmy desordena todo el laboratorio cuando llega. Jimmy pone todas sus cosas en su híper cubo y confunde el teletransportador con su pluma mini láser. Timmy se queja porque Jimmy se confunde y dice que la pluma teletransportadora era suya y es atraado en el híper cubo. Jummy presionana la estrella y se va al universo 2D. Timmy se queda en el universo 3D y piensa que Godard es una consola perro de videojuego y pone su juego destructivo Decimator, en él. Carl y Sheen llegan y piensan que Timmy es Jimmy, pero con la cabeza más pequeña, por un fallo de los experimentos. Miesntras Carl, Sheen y Timmy se divertían, TImmy choca contra Cindy y se enamoran. Godard ya completa su sesión y se transforma en Decimator. En  universo 2D Jimmy se siente raro. Llegan Cosmo y Wanda de sus vacaciones en Hawaii y Jimmy piensa que son hologramas de computadora con carne sólida. Todos piensan que Jimmy es Timmy y se va a la primaria de Dimmsdale donde piensa que puede hallar a un genio que lo envíe de vuelta a su dimensión. Sin embargo, todos se burlan de Jimmy y le dan una F. Jimmy, al ver que dicen que Timmy no ha terminado su proyecto de ciencias, le muestra a todos el teletransportador y se teletransporta al cuerto de Timmy. El señor Crocker deduce que el teletransportador es mágico y planea llegar al mundo mágico con él. Mientras tanto, en la casa de Timmy, Jimmy intenta muchas veces ir a Retroville, pero no puede. Wanda le explica que es porque el teletransportador está programado para taer a Timmy a su cuarto. Jimmy conecta el teletransportador con la Game budy de Timmy y con estas dos cosas combinadas, se puede ir al lugar que quieran. En ese momento, Crocker llega al cuarto de Timmy y los teletransporta a todos al mundo mágico. Mientras tanto, en el mundo 3D, lo amigos de Jimmy le dicen a Timmy que Godard se salió de control y Timmy se da cuenta de que cada vez que Godard ataca a la gente se vuelve más gigante y finalmente se come a Timmy. Cindy guía a Timmy a través del cuerpo de Godard y cuando está a punto de destruir una fábrica, Timmy usa sus dientes para desactivar el modo Decimator de Godard. Cuando Godard vuelve a la normalidad recibe una llamada de Jimmy. Timmy regaña a Jimmy por traer al señor Crocker al mundo mágico, mientras los dos niños se pelean. Crocker va a un tour exclusivo para los seres mágicos que no son hadas. Ahí se descubre que en caso de emergencia, si la gran varita se cae, el único lugar con magia suficiente, es la armería mágica. Crocker se teletransporta a la armería y saca una armadura (de colores celeste y blanco) y hace que se caiga la gran varita. Ahí, Crocker renombra a mundo mágico como mundo Crocker y transforma a Jorgen en un perro Schnauzer. Jimmy quería irse, pero cuando Jimmy le dice que los padrinos mágicos son reales, como Godard lo es para él, se convence para ayudarlos. Cuando se esconden de Crocker, Jimmy ve todo el miedo que tienen los padrinos mágicos, entonces dispuesto a ayudarlos, construye un Jimmy robot con varios inventos de la Feria de Ciencias. Con este Jimmy robot como distracción, Timmy conecta la gran varita y derrotan a Crocker. Entonces, Jimmy dice: "quizás no creo en la magia, pero sí no creo en los programas de computadora". Con la gran varita del Jorgen, intenta borrarle la memoria, pero Jorgen transformado en Schnauzer, con unas mordidas olvida que estuvo en mundo mágico. Timmy desea que él y Jimmy vayan a sus respectivos universos, con el siguiente diálogo: 
Jimmy: Jimmy Neutrón, El Niño genio.
Timmy: Timmy Turner, emhh.... Niño.
Jimmy: Gracias por salvar a mi perro.
Timmy: Gracias por salvar mi, ahh....
Jimmy: ¿Videojuego de Hadas?
Ambos vuelven a su respectiva animación, se sueltan la mano y se alejan
Timmy: ¡Claro, videojuego de hadas! Lamentó haber sido un cretino.
Jimmy: No hay problema, nosotros los genios, debemos estar juntos
Timmy: Aquí entre nos, en realidad no soy tan listo.
Jimmy: Lo sé, eso me imagine cuando vi el 6.
Cindy interviene
Cindy: ¡Jamás te olvidare Timmy Turner! ¡Espera por mi, espera por mi!
Jimmy: Cindy, se que no estuve las últimas horas, pero... ¡Sal de mi laboratorio!
Timmy vuelve a su mundo con un Poof...
Con la directora Waxelplax reemplazando a Crocker por traumarse debido a las mordidas de Jorgen, Timmy aún no tiene un proyecto, pero Jimmy teletransporta a Godard al mundo 2D para que Timmy lo presente como proyecto de transporte de ciencias. Timmy gana la feria y Cindy se aprovecha de que está Jimmy para decirle que Timmy está en el computador de Jimmy, para decirle que lo ama y extraña. Cosmo y Wanda salen con su forma 2D haciendo un poof con la palabra "El fin". De esta forma concluye la parte 1 de los tres especiales. 

## Reparto
- Tara Strong: Timmy Turner
- Debi Derryberry: Jimmy Neutrón
- Daran Norris: Cosmo, Jorgen Von Strangle, Sr. Turner
- Susan Blakeslee: Wanda
- Carolyn Lawrence: Cindy Vortex
- Jeff García: Sheen Estevez
- Rob Paulsen: Carl Wheezer
- Crystal Scales: Libby Folfax
- Mark DeCarlo: Hugh Neutrón
- Megan Cavanagh: Judy Neutrón
- Gary LeRoy Gray: A.J.
- Jason Marsden: Chester McBadBat
- Dee Bradley Baker: Elmer, Sanjay, Agente mágico #1
- Carlos Alazraqui: Denzel Q. Crocker
- Grey DeLisle: Vicky, Directora Martínez
- Frank Welker: Goddard (voz normal)
- Dan Castellaneta: Goddard (voz Decimator)
- Jim Ward: Guía turístico mágico
- Jeff Bennett: Agente mágico #2

Español - Hispanoamérica:
Nota: A pesar de que las 2 series se encuentran dobladas al español para toda Hispanoamérica, los estudios encargados de doblar cada serie se encuentran en países distintos, Jimmy Neutrón siendo doblada en México y Los padrinos mágicos siendo doblada en Miami, Florida, Estados Unidos,y como en términos de distribución, fue considerado un capítulo de Jimmy Neutrón, se dobló en México, haciendo que Los padrinos mágicos tuvieron distintas voces.
- Liliana Barba: Timmy Turner
- Diego Armando Ángeles: Jimmy Neutrón
- Irwin Daayán: Sheen Estevez
- Isabel Martiñon: Carl Wheezer
- Circe Luna: Cindy Vortex
- Leyla Rangel: Libby Folfax
- Martín Soto: Hugh Neutrón
- Mónica Manjarrez: Judy Neutrón
- Carlos Hernández: Cosmo
- Yolanda Vidal: Wanda
- Gerardo Reyero: Goddard (voz Desimeitor)
- Patricia Acevedo: Vicky
- Benjamín Rivera: Chester McBadBat
- Javier Olguín: A.J.
- Luis Daniel Ramírez: Francis, Jorgen Von Strangulo
- Eduardo Garza: Sanjay
- Octavio Rojas: Sr. Turner
- Ernesto Lezama: Denzel Crocker

Español - España:
- Chelo Molina: Timmy Turner
- Graciela Molina: Jimmy Neutrón
- José Padilla: Cosmo
- Yolanda Mateos: Wanda
- Aleix Estadeia: Sheen Estevez
- José Javier Serrano: Carl Wheezer
- Michelle Jenner: Cindy Vortex
- Marta Bárbara: Libby Folfax
- Luis Fenton: Hugh Neutrón
- María Moscardó: Judy Neutrón
- Luis Mas: Denzel Crocker
- Ana Esther Alborg: Vicky
- Blanca Rada: Chester McBadBat
- Gloria Armesto: A.J.
- Sergio García Marín: Sanjay
- Luis Miguel Villegas: Elmer
- Javier Romano: Francis
- Juan Antonio Soler: Sr. Turner
- Fernando Elegido: Jorgen Von Strangle